# Dar Hutchins
Darwin P. Hutchins, detto Dar (9 dicembre 1915 – Hinsdale, 9 ottobre 1985), è stato un cestista statunitense, professionista nella NBL.

## Carriera
Giocò per due stagioni nella NBL, disputando complessivamente 48 partite con 6,8 punti di media.